# Juan Fitton O'Connor
Juan Fitton O'Connor fue un marino de origen irlandés que luchó al servicio de la Armada Argentina en la Guerra del Brasil, la Guerra Grande y la lucha contra la intervención anglo-francesa en el Río de la Plata.

## Biografía
Juan Fitton O'Connor (o Juan O'Connor Fitton) nació en 1794 en Cork, Irlanda. Sirvió en la Royal Navy y en 1825 pasó a servir en la estación naval británica en Río de Janeiro. Iniciada la Guerra del Brasil, en noviembre de 1826 pasó a Buenos Aires a servir en la escuadra de la República Argentina comandada por Guillermo Brown, con quien tenía relaciones de parentesco político.
El 26 de noviembre de 1827 casó con Mary Ann Brown, nativa de Liverpool y parienta lejana del Almirante, en la iglesia anglicana de St.John de Buenos Aires. El ministro fue el reverendo John Armstrong mientras que Woodbine Parish, Guillermo Brown, Margaret Brown y Simon Sharpe fueron sus testigos.
Prestó servicios hasta finalizar la guerra, y durante los años siguientes se desempeñó como práctico de navegación en el Río de la Plata.
En 1838, iniciado el Bloqueo francés al Río de la Plata, armó una goleta de su propiedad como nave corsaria al servicio de la Confederación Argentina intentando con poco éxito burlar el sitio. A fines del año siguiente fue capturado por la flota francesa y llevado preso a la cárcel militar de Brest, en Bretaña. Cinco meses más tarde fue liberado como parte de las negociaciones que terminarían en el tratado Mackau-Arana.
Regresó a Buenos Aires a principios de 1841, y trabajó nuevamente como práctico naval del Río de la Plata al servicio de la flota de Brown. En agosto de 1843 se hizo cargo del mando de la goleta 9 de Julio en reemplazo de Eduardo Ignacio Brown y Chitty, hijo de Guillermo Brown, quien había sido procesado por el incidente con la fragata francesa de 46 cañones Aréthuse. Participó del sitio de Montevideo al mando de la 9 de Julio hasta el 2 de noviembre, cuando retomó su comando Eduardo Brown.
Siguió afectado a la escuadra bloqueadora. En mayo de 1844 asumió el mando de la fragata 25 de Mayo. En septiembre protagonizó el llamado "incidente del USS Congress" con el capitán norteamericano Phillip Voorhes, comandante de la fragata de 52 cañones USS Congress, que finalizó con el desagravio del pabellón argentino y la corte marcial para el agresor.
Por corto tiempo fue reemplazante de Brown en el comando de la escuadra nacional. Pero poco después de que éste tomara nuevamente el mando, fue con los demás oficiales y marinos de la flota argentina y sin mediar declaración de guerra, capturado por las escuadras aliadas de Gran Bretaña y Francia. Estuvo a punto de ser enviado preso a Inglaterra, ya que era nominalmente súbdito inglés, pero como Brown, que estaba en la misma condición, fue liberado, recobró también su libertad.
Participó en la campaña defensiva contra la invasión naval que tuvo su punto crítico en la batalla de la Vuelta de Obligado, y en la campaña naval de apoyo del ataque de Justo José de Urquiza a la provincia de Corrientes.
Su hija, Margarita Ana Fitton y Brown, nacida el 13 de agosto del siguiente año 1828 casó el 27 de febrero de 1847 con el mencionado Eduardo Ignacio Brown y Chitty.
En 1849 fue segundo jefe del puerto de Buenos Aires, con el grado de sargento mayor de marina. Tres días después de la batalla de Caseros, fue incluido en la lista de bajas ordenadas por Justo José de Urquiza. No quiso volver a la actividad, y se dedicó a la navegación fluvial y al comercio en Buenos Aires. Murió en esta ciudad el 13 de noviembre de 1858.